# Guy Durandin
Guy Durandin, né le 1er juin 1916 à Paris et mort le 18 janvier 2015 à Sceaux, est un enseignant-chercheur en psychologie sociale français. Il est l'un des précurseurs des études sur la propagande et la publicité en France.

## Biographie
Après une licence (1938) et un diplôme d’études supérieures en philosophie (1938), Durandin occupe pendant quelques mois un poste de professeur délégué[Quoi ?] en philosophie au collège de Provins[Quoi ?]. Il tente en parallèle des études de médecine, mais la Seconde Guerre mondiale le rattrape[pas clair].
Mobilisé en 1939 dans l'une des rares unités de chars de combat de l'armée française, il est fait prisonnier dès 1940. Il fait plusieurs tentatives d'évasion, est repris et déporté dans les camps disciplinaires de Rawa-Ruska, puis Lemberg (Lvov), Kobierszyn, et l’Oflag X-C (Lübeck).
De retour en France, Durandin reprend ses études de philosophie et passe l'agrégation (1945). Il est nommé professeur au lycée de Rennes (1946) puis au lycée d’Orléans à partir de 1947.
À partir de 1955, il dispense en Sorbonne, au titre de chargé de cours, un enseignement de psychologie générale et un autre de psychologie sociale. En 1959, il accepte un poste à l’Université de Dakar et y devient responsable de la licence de psychologie. De retour en France en 1961, il enseigne à l’Université de Lyon la psychologie sociale ainsi qu'à l’École supérieure de police de Lyon pour la formation des commissaires.
Parallèlement il s'engage dans la rédaction d'une thèse d'État (Les fondements du mensonge (sous la direction de Jean Stoetzel), Paris, Université de Paris V, 1971, 763 p.), qu'il soutient en 1971. De 1969 à 1985, tout en enseignant à l’Institut français de presse, il est directeur du Service d’enseignement de psychologie sociale et du Laboratoire de psychologie sociale de l’UER de psychologie de l’Université de Paris V. De 1977 à 1981, il est membre du CCU (Comité consultatif des universités, ancêtre du CNU) et participe à l'émergence de la discipline des sciences de l'information et de la communication. Il est élu professeur des universités à l’Université de Paris-V, puis professeur émérite (1985-1990).
Par ailleurs, à titre bénévole, il est membre du Conseil scientifique du Groupe d’étude des phénomènes aérospatiaux non identifiés (GEPAN) du Centre national d’études spatiales (1977-1992), conseiller technique à l’État-major national de réserve (EMNAT, Ministère de l’Intérieur, Direction de la sécurité civile) et participe aux travaux concernant l’information en cas de catastrophe (1982-1989), membre du groupe « Psychologie et défense » de la Fondation pour les études de Défense nationale (1986-1992), et membre de la commission « Conditionnement des esprits » au sein de l’Institut d’histoire des conflits contemporains, puis de l’Institut d’histoire de la défense (1982-1990).
Guy Durandin a eu deux filles d'un premier mariage, Catherine et Anne, et une troisième, Mariane, de son deuxième mariage avec Marie Christiane Ceccaldi, artiste verrier. Installé à Sceaux depuis 1974, il meurt presque centenaire en 2015.

## Distinctions
- 1949.  Médaille des évadés
- 1955.  Croix du combattant volontaire de la Résistance
- 1957.  Médaille de l'internement pour faits de Résistance

- 1967.  Chevalier de l'ordre des Palmes académiques
- 2000.  Chevalier de l'ordre national du Mérite

## Publications
En plus d'une trentaine d'articles et de contributions dans la Revue française de psychanalyse, Annales médico-psychologiques, Psychologie française, Cahiers d’études de radio-télévision, Revue française de sociologie, Bulletin de psychologie, Année psychologique, Historiens et géographes, Entreprise éthique, Neuro-Psy, etc., Guy Durandin a publié plusieurs ouvrages.
- Leçons de psychologie sociale, Paris, Centre de documentation universitaire, 1954
- Les rumeurs. Les camps de déportés. Le problème des handicapés, Paris, Centre de documentation universitaire, 1957
- Les fondements du mensonge, Paris, Flammarion, 1972, 451 p.
- De la difficulté à mentir : Étude phénoménologique et expérimentale, Paris & Bruxelles, Publications de la Sorbonne & Nauwelaerts, 1977, 115 p.
- Les mensonges en propagande et en publicité, Paris, PUF, coll. « Le psychologue », 1982, 256 p. Prix Lucien Dupont, décerné par l’Académie des Sciences morales et politiques en 1983. Traduit en espagnol, italien et portugais
- L'information, la désinformation et la réalité, Paris, PUF, 1993, 296 p. Traduit en espagnol
- L'enfant menteur, Paris, L'école des parents, coll. « Les difficultés quotidiennes de l'éducation », 12 p.

## Textes disponibles en ligne
- « Les protocoles “annexes” du pacte germano-soviétique. Un secret entretenu pendant cinquante ans », Historiens & géographes, no 382,‎ mars 2003 (lire en ligne)
- « Aperçu sur les problèmes de l’information », Neuro-Psy, vol. 10, no 9,‎ 1995, p. 454-460 (lire en ligne)
- « Guerre psychologique », dans L'information, la désinformation et la réalité, Paris, PUF, coll. « Le psychologue », 1993 (lire en ligne), p. 152-155
- « Le double langage dans l’hitlérisme », Historiens & géographes, no 336,‎ juin-juillet 1992 (lire en ligne)
- « Attitudes et comportements des étudiants de l'Université de Lyon en matière d'information: Résultats d'un exercice d'enquête », Revue française de sociologie, vol. 5, no 1,‎ 1964 (DOI 10.2307/3319201, lire en ligne, consulté le 23 août 2017)

## Sources
1. 1 2 3 4 5 6  Hélène Chauchat, « Hommage à Monsieur le Professeur Guy Durandin », sur parisdescartes.fr, 13 mars 2015
2. ↑  « Les fondements du mensonge / Guy Durandin  ; sous la direction de Jean Stoetzel - Sudoc », sur www.sudoc.fr (consulté le 23 août 2017)
3. ↑  « Deuils », sur lefigaro.fr, 23 janvier 2015
4. ↑  Hélène Chauchat, « Hommage à Guy Durandin (01-06-1916 – 18-01-2015) », Bulletin de psychologie, vol. Numéro 537, no 3,‎ 7 juillet 2015, p. 263–264 (ISSN 0007-4403, lire en ligne, consulté le 23 août 2017)
5. ↑  Jean Charvoz, « Témoignage de Christiane et de Guy Durandin - SceauxMarneMusiciens », sur sceauxmarnemusiciens.fr (consulté le 23 août 2017)